# 丫他镇
丫他镇，是中华人民共和国贵州省黔西南布依族苗族自治州册亨县下辖的一个乡镇级行政单位。

## 行政区划
丫他镇下辖以下地区：
丫他社区、丫他村、巴金村、八窝村、坪位村、巧洞村、田坎村、洛省村、板万村、幸福村、板街村和板其村。